# Andrew Tennant
Andrew Tennant (Wolverhampton, 9 de março de 1987) é um desportista britânico que compete no ciclismo nas modalidades de pista, especialista nas provas de perseguição, e rota.
Ganhou 7 medalhas no Campeonato Mundial de Ciclismo em Pista entre os anos 2010 e 2016, e 5 medalhas de ouro no Campeonato Europeu de Ciclismo em Pista entre os anos 2010 e 2015.

## Medalheiro internacional
| Campeonato Mundial | Campeonato Mundial         | Campeonato Mundial | Campeonato Mundial      |
| Ano                | Lugar                      | Medalha            | Competição              |
| ------------------ | -------------------------- | ------------------ | ----------------------- |
| 2010               | Ballerup ( Dinamarca)      | Medalha de prata   | Perseguição por equipas |
| 2011               | Apeldoorn ( Países Baixos) | Medalha de bronze  | Perseguição por equipas |
| 2012               | Melbourne ( Austrália)     | Medalha de ouro    | Perseguição por equipas |
| 2013               | Minsk ( Bielorrússia)      | Medalha de prata   | Perseguição por equipas |
| 2015               | Saint-Quentin ( França)    | Medalha de prata   | Perseguição por equipas |
| 2016               | Londres ( Reino Unido)     | Medalha de prata   | Perseguição por equipas |
| 2016               | Londres ( Reino Unido)     | Medalha de bronze  | Perseguição individual  |
| Campeonato Europeu |                            |                    |                         |
| Ano                | Lugar                      | Medalha            | Competição              |
| 2010               | Pruszków ( Polónia)        | Medalha de ouro    | Perseguição por equipas |
| 2013               | Apeldoorn ( Países Baixos) | Medalha de ouro    | Perseguição por equipas |
| 2014               | Baie-Mahault ( França)     | Medalha de ouro    | Perseguição individual  |
| 2014               | Baie-Mahault ( França)     | Medalha de ouro    | Perseguição por equipas |
| 2015               | Grenchen ( Suíça )         | Medalha de ouro    | Perseguição por equipas |

## Palmarés

### Pista
2007
- Campeão da Grã-Bretanha de Perseguição por Equipas (Russell Hampton, Jonathan Bellis e Steven Burke)

2009
- 2.º no Campeonato do Reino Unido em Perseguição
- 2.º no Campeonato do Reino Unido em Pontuação

2010
- 2.º no Campeonato Mundial Perseguição por Equipas (fazendo equipa com Steven Burke, Ben Swift e  Ed Clancy)
- Campeonato Europeu Perseguição por Equipas (fazendo equipa com Steven Burke, Edward Clancy e Jason Queally)

2011
- 3.º no Campeonato Mundial Perseguição por Equipas (fazendo equipa com Steven Burke, Samuel Harrison e  Peter Kennaugh)

2013
- 2.º no Campeonato Mundial Perseguição por Equipas (fazendo equipa com Ed Clancy, Samuel Harrison e  Steven Burke)
- Campeonato Europeu Perseguição por Equipas (fazendo equipa com Steven Burke, Edward Clancy e Owain Doull)

2014
- Campeonato Europeu Perseguição por Equipas (fazendo equipa com Jonathan Dibben, Edward Clancy e Owain Doull)
- Campeão da Grã-Bretanha de perseguição
- Campeão da Grã-Bretanha de madison

2015
- 2.º no Campeonato Mundial Perseguição por Equipas (fazendo equipa com Owain Doull, Steven Burke e Ed Clancy)
- Campeonato Europeu Perseguição por Equipas (fazendo equipa com Jonathan Dibben, Bradley Wiggins e Owain Doull)
- Campeonato Europeu em Perseguição Individual
- Campeão da Grã-Bretanha de perseguição

2016
- 3.º no Campeonato Mundial Perseguição

### Estrada
2015
- 1 etapa da Flèche du Sud

## Equipas
- Halfords (2009)
- Motorpoint-Marshalls Massa (2010)
- Rapha Condor-Sharp (2011-2012)
- Madison Genesis (2013-2014)
- Team Wiggins (2015-2017)
- Canyon (2018-)
  - Canyon Eisberg (2018)
  - Canyon dhb p/b Bloor Homes (2019)
  - Canyon dhb p/b Soreen (2020)